# Xie Erhao
Xie Erhao (谢尔豪S, Xiè ĚrháoP; Qingshan, 26 settembre 1998) è un goista cinese famoso per aver stabilito il primato di goista più giovane a raggiungere una semifinale internazionale.

## Biografia
Divenne professionista a luglio 2011.
Nel 2012 partecipò alla prima edizione della Coppa Bailing, sconfiggendo in sequenza la cinese Rui Naiwei, il giapponese Yamashita Keigo, il sudcoreano Kim Hyun-chan e il cinese Li Kang, e perdendo per 2-1 contro il vincitore finale Zhou Ruiyang; raggiungendo la finale a 14 anni tolse a Lee Chang-ho il primato di più giovane semifinalista in una competizione internazionale.
Nel 2016 arrivò secondo al Campionato cinese di Go dietro Fan Yin.
Ad aprile 2017 fu promosso 5 dan.
Ha vinto la ventiduesima edizione della Coppa LG nel 2018, sconfiggendo Iyama Yuta; è stato quindi promosso 9 dan.
Nel 2022 ha perso la Coppa Ahan Tongshan  contro Li Qincheng e la Coppa CCTV contro Shi Yue.
Nel 2023 ha raggiunto la finale della 28ª edizione della Samsung Fire Cup, in cui è stato sconfitto per 1-2 dal connazionale Ding Hao. Ha anche partecipato alla 25ª edizione della Nongshim Cup, durante la quale ha vinto sette incontri consecutivi, sconfiggendo i giapponesi Kyo Kagen, Shibano Toramaru, Ichiriki Ryo e Yu Zhengqi e i sudcoreani Byun Sang-il, Won Sung-jin e Park Jung-hwan, prima di essere sconfitto dal sudcoreano Shin Jin-seo, numero uno della classifica internazionale: questa prestazione ha portato la squadra cinese sul 7-1, con quattro membri cinesi che però sono stati sconfitti da Shin.

## Palmarès
| Nazionali               | Nazionali | Nazionali |
| Torneo                  | Vittorie  | Finalista |
| ----------------------- | --------- | --------- |
| Coppa Ahan Tongshan     |           | 1 (2022)  |
| CCTV Cup                |           | 1 (2022)  |
| Campionato cinese di Go |           | 1 (2016)  |
| Internazionali          |           |           |
| Torneo                  | Vittorie  | Finalista |
| Coppa LG                | 1 (2018)  |           |
| Samsung Fire Cup        |           | 1 (2023)  |